# George Malcom-Smith
George Malcolm-Smith, né en 1901 et mort le 23 février 1984 à Hartford dans le Connecticut aux États-Unis, est un musicologue de jazz et un écrivain américain, auteur de roman policier.

## Biographie
Après des études au Trinity College de Hartford, dont il sort diplômé en 1925, il anime un programme de jazz sur WTIC-FM (en) pendant de nombreuses années.
En 1931, il publie son premier roman Professor Peckham's Adventures in a Drop of Water. Slightly Perfect paraît en 1941. Ce roman est adapté en 1945 à Broadway, dans une comédie musicale intitulée Are You With It? (en), puis au cinéma, dans le film américain, réalisé par Jack Hively, Faisons les fous (Are You with It?), sorti en 1948.
En 1957, George Malcolm-Smith publie Haute Infidélité (The Trouble With Fidelity). Ce roman est « une enquête-poursuite, avec à la base un détournement de fonds important concocté par un pseudo-caissier machiavélique. Mais là encore, démonstration sera faite que le « crime ne paie pas ». Les personnages sont très sommairement dessinés, avec, tout le long de l'histoire – racontée à la troisième personne – une pointe d'humour bien agréable ».

## Œuvre

### Romans
- Professor Peckham's Adventures in a Drop of Water (1931)
- Slightly Perfect (1941)
- The Grass is Always Greener (1947) 
  - Mr Sherman change de peau, Collection l'Écureuil (1951)
- The Square Peg (1952)
- The Trouble With Fidelity (1957)
  - Haute Infidélité, Série noire no 596 (1960)
- If a Body Meet a Body (1959)
- The Lady Finger (1962)
- Come Out, Come Out (1965)
- Dividend of Death (1966)

## Filmographie

### Adaptation au cinéma
- 1948 : Faisons les fous (Are You With It?), film américain réalisée par Jack Hively, adaptation de Slightly Perfect, avec Donald O'Connor

### Adaptation à la télévision
- 1952 : The Square Peg, épisode 2 de la saison 5 de la série télévisée américaine Studio One réalisé par Paul Nickell, adaptation du roman éponyme, avec Thomas Mitchell

## Sources
- Claude Mesplède, Les Années "Série noire" : bibliographie critique d'une collection policière, vol. 2 : 1959-1966, Amiens, Editions Encrage, coll. « Travaux » (no 17), 1993 (ISBN 978-2-906-38943-4), p. 62.
- Claude Mesplède et Jean-Jacques Schleret, SN, voyage au bout de la Noire : inventaire de 732 auteurs et de leurs œuvres publiés en séries Noire et Blème : suivi d'une filmographie complète, Paris, Futuropolis, 1982 (OCLC 11972030), p. 258
- Claude Mesplède et Jean-Jacques Schleret, SN Voyage au bout de la Noire (additif mise à jour 1982-1985), Futuropolis p. 105, 1985